# Ninjas perversos (episodio de South Park)
«Ninjas perversos» («Naughty Ninjas» como título original) es el séptimo episodio de la decimonovena temporada de la serie animada South Park, y el episodio 264 en general, escrito y dirigido por el cocreador de la serie Trey Parker. El episodio se estrenó en Comedy Central el 11 de noviembre de 2015 en Estados Unidos.

## Argumento
Algún crimen sucedió en la escuela primaria de South Park que fueron alertados por varios miembros de la policía, rápidamente se dirigen al coliseo deportivo y lo que en realidad se trataba es que el Director PC pidió sacar a Leslie Mayers de la escuela porque cada vez que él hace charlas a sus estudiantes, Leslie se distrae y conversa con sus compañeros, el oficial Barbrady llegaba un poco tarde al suceso con un arma en la mano y accidentalmente disparó en el brazo a un estudiante, minutos después, La alcaldesa McDaniels despidió al oficial Barbrady de su cargo por el crimen sucedido. 
La familia de Kenny McCormick se sienten atemorizados por el número de vagabundos drogadictos presentes alrededor de su casa donde funcionaba el distrito Sodosopa, el padre Stuart McCormick llama a la policía a pedir asistencia policial pero ellos se negaron por temor a disparar a cualquier vagabundo y terminen despedidos por la alcaldesa, entonces Kenny y Token utilizan la terraza de un edificio en Sodosopa para jugar a los ninjas revelando que legítimamente pueden asustar a la gente, Kyle y sus amigos junto con demás niños se unen a ser ninjas con el propósito de ahuyentar a la gente vagabunda del sitio Sodosopa y la casa de Kenny, el trabajo de los ninjas fue un éxito, ya que los vagabundos con temor se mudaron a Shi Tpa Town (Histórica Palte de Mielda) a quedarse desamparados en las afueras de Whole Foods Market, incluso el oficial Barbrady con su mascota fueron desalojados en el punto.
El noticiero "News 4" informa que los niños jugando como ninjas en realidad están uniendo con ISIS debido a la similitud de sus prendas de vestir, y que ellos son los culpables de la creciente problema de personas sin hogar en South Park, entonces la alcaldesa McDaniels junto con Randy, Gerald y Sheila Broflovski van a la estación de policía a pedir ayuda, ellos ven a los policías haciendo danza hawaiana, y todavía se niegan a verificar el distrito con personas desamparadas, Los niños reciben una videollamada de ISIS, en la creencia de que el mensaje es de un grupo de ninjas reales e ISIS les envía algo de dinero, mientras tanto, McDaniels, Randy y otros encuentran al oficial Barbrady en las calles y le piden volver a ser policía y disparar a los niños que han convertido a ISIS, el oficial en principio no aceptaba volver a su cargo porque pensaba que nuevamente iba a ser despedido pero la alcaldesa la convenció porque realmente necesitaba al oficial y admite que se ha equivocado porque el oficial protegía a la ciudad, de esta manera, el oficial Barbrady retomó su puesto como policía y con algo de nervios procede a ir al edificio del distrito Sodosopa donde se encuentran los niños ninjas, Cartman dialoga con los otros ninjas que los judíos no pueden ser ninjas y que Kyle había dicho que jugar a los ninjas es completamente gay, por lo que Token decide expulsar a Cartman del club ninja, de repente, llega el oficial Barbrady con un arma en sus manos advirtiendo que dejen de jugar a los ninjas, y segundos después llega Randy que al enterarse de que los niños no formaban parte de ISIS detiene al oficial, y accidentalmente apretó el gatillo de la pistola disparando al brazo de un ninja llamado David, nuevamente al oficial Barbrady fue llevado a la alcaldía de Colorado a rendir su declaración y la alcaldesa resolvió despedirlo nuevamente, ahora la policía reubica de manera agresiva a las personas desamparadas de vuelta a Sodosopa, muchos no desean regresar allá pero fueron trasladados a la fuerza, un vagabundo pensaba que los ninjas formaban parte de ISIS, pero realmente sólo era un juego y los calificó como gay, dándole toda la razón a Cartman por lo que en principio había mencionado que jugar a los ninjas es ser gay, al finalizar, una persona desconocida dialoga con el oficial Barbrady, cuya observación es que South Park ha notado cambios, disparar a personas inocentes que aparentemente forma parte de un plan para eliminar a Leslie.